# Nicklas Dahlberg
Nicklas Dahlberg, född 20 april 1985 i Danderyd, är en svensk ishockeymålvakt som har spelat i Skellefteå AIK. Räddningsprocent: 92,02%. Skott på sig: 213. Räddade: 196. Insläppta mål: 17. (Serien 2007/08.) Från och med säsongen 2010/11 spelar han i Modo Hockey. Inför säsongen 2011/2012 värvades Nicklas till Örebro HK. Inför säsongen 2012-2013 blev an lovad av tränarna att få stanna, men när klubben fick en ny målvaktstränare blev Nicklas petad. Nu spelar han i den norska klubben Frisk Asker.